# Una altra cosa
Una altra cosa a ser un programa de televisió humorístic emès a la cadena catalana TV3 de 2002 a 2004 i presentat per Andreu Buenafuente.

## Història
L'estructura del programa era molt similar a la d'un altre espai anterior del presentador, La cosa nostra, emès en la mateixa cadena als anys 1999-2000.
Es va emetre a TV3 entre 2002 i 2004 cada dimarts a les 21.30 h, després de l'informatiu Telenotícies vespre. Durant els aproximadament 120 minuts que durava, el programa s'iniciava amb un monòleg humorístic del presentador mitjançant el qual comentava l'actualitat setmanal des d'un altre punt de vista.
Gran part de l'humor del programa es basava en personatges còmics com El Gilipollas i Narcís Reyerta -tots dos interpretats per David Fernández-, Palomino (Oriol Grau) i El Neng i Mario Olivetti -ambdós interpretats per Edu Soto. També va ser en aquest programa on va debutar Jordi Évole en el seu paper d' "El Follonero", un home que feia comentaris sarcàstics i incisius des de les graderies del plató.